# Alain Resnais
Alain Resnais (Vannes, 3 giugno 1922 – Neuilly-sur-Seine, 1º marzo 2014) è stato un regista francese.
Fu uno degli ispiratori teorici della Nouvelle Vague, di cui fu sempre punto di riferimento, pur non aderendovi mai ufficialmente. Si distinse anche per la sua attività di teorico del cinema. È ricordato a livello internazionale soprattutto per il suo capolavoro Hiroshima mon amour (1959), considerato una delle prime opere ispiratrici della Nouvelle Vague e uno dei film francesi più celebri in assoluto. Durante la sua lunga carriera vinse numerosi premi cinematografici tra cui un Golden Globe, un Premio BAFTA, sei Premi César, il Leone d'oro al Festival di Venezia e due Orsi d'argento al Festival di Berlino.

## Biografia
Alain Resnais ([alɛ̃ ʁɛnɛ]) nacque figlio unico di una famiglia della borghesia francese: il padre era un farmacista e i genitori possedevano una proprietà nel Golfo di Morbihan, luogo che ricorderà in Mio zio d'America. Fin da bambino, non godette di buona salute e fu soggetto frequentemente ad attacchi di asma. La madre lo incoraggiò a interessarsi alla cultura, iniziandolo specialmente alla musica classica; si appassionò anche alla fotografia, al fumetto e alle opere di Harry Dickson, Marcel Proust e André Breton. A quattordici anni girò il suo primo cortometraggio, L'aventure de Guy. Nel 1940 progettò di recarsi in Algeria, ma rimase a Nizza, dove si diplomò: questo periodo della sua vita verrà evocato in L'amour à mort.
Nel 1941 si trasferì a Parigi (dove non ebbe più crisi di asma) e l'anno successivo ottenne un piccolo ruolo nel film L'amore e il diavolo di Marcel Carné. Nel 1943 venne fondata la scuola francese di cinema IDHEC e una sua amica montatrice, Myriam, gli consigliò di iscriversi. Resnais superò gli esami di ammissione arrivando secondo nelle graduatorie e frequentò la scuola insieme ad Henri Colpi. L'insegnamento lo deluse profondamente e decise di lasciare l'istituto appena l'anno successivo. Nel 1946 diresse il lungometraggio Ouvert pour cause d'inventaire con Gérard Philipe, che viveva nel suo stesso palazzo in rue du Dragon, e Danièle Delorme. Nello stesso anno fu montatore e assistente alla regia di Nicole Védrès per il film Paris 1900. Girò poi una ventina di documentari di argomento artistico, tra i quali Van Gogh (1948), che vinse l'Oscar per il commento scritto da Gaston Diehl e Robert Hessens, e Guernica (1950), che accosta le opere di Pablo Picasso all'orrore del bombardamento della cittadina basca. Nel 1953 diresse con Chris Marker Les statues meurent aussi, pamphlet sulla mercificazione dell'arte africana ad opera dell'occidente, che venne sequestrato e modificato dalla censura. Due anni dopo si affermò definitivamente con Notte e nebbia (1955), documentario sull'Olocausto girato nel campo di concentramento di Auschwitz.
Dopo più di dieci anni dedicati alla produzione di film documentari, sull'onda della Nouvelle Vague Resnais esordì nel lungometraggio di fiction con Hiroshima mon amour (1959), da una sceneggiatura di Marguerite Duras, che riscosse grande successo critico. Il successivo L'anno scorso a Marienbad (1961), scritto da Alain Robbe-Grillet, è un complesso esperimento di decostruzione narrativa con evidenti rimandi al contemporaneo Nouveau roman, di cui Robbe-Grillet era l'esponente principale. Come già in Hiroshima mon amour, i film successivi furono segnati da un forte impegno politico: Muriel, il tempo di un ritorno (1963) racconta gli effetti traumatici della guerra d'Algeria su un giovane soldato; La guerra è finita (1966), da una sceneggiatura di Jorge Semprun, è la storia di un tormentato militante antifranchista spagnolo interpretato da Yves Montand. Nel 1968, dopo alcuni episodi dei film collettivi Cinétracts e Lontano dal Vietnam (sorta di cine-volantini dal forte impegno politico, dedicati rispettivamente alla situazione politica francese e alla guerra in Vietnam), Resnais girò Je t'aime, je t'aime - Anatomia di un suicidio, che si rivelò un flop commerciale. A causa dell'insuccesso del film, Resnais non ricevette più offerte di lavoro e decise di partire per New York, dove rimarrà dal 1969 (anno del matrimonio con Florence Malraux) al 1971.
Riprese le fila della sua carriera nel 1974 con Stavisky il grande truffatore, una rievocazione degli scandali finanziari e politici della Terza repubblica attraverso la biografia del faccendiere Alexandre Stavisky. Nel 1977 ritrovò il gusto per la sperimentazione formale con Providence (suo unico film in lingua inglese), criptica e affascinante riflessione sui rapporti tra autore e universo letterario. L'interesse per i temi psicologici ritornò anche in Mio zio d'America (1980), un curioso film-saggio che espone le teorie del fisiologo Henri Laborit sui meccanismi di difesa del cervello (conflitto, fuga, autodistruzione), esposte da lui medesimo e illustrate attraverso le vicende di tre personaggi: un borghese bretone interpretato da Roger Pierre (a cui Resnais presta qualche tratto autobiografico), una parigina comunista (Nicole Garcia) e un contadino (Gérard Depardieu). 
La vita è un romanzo (1982) segnò un punto di svolta nel cinema di Resnais: il regista si concentrò sulla messa in scena di complessi congegni narrativi in cui si intrecciano diversi piani temporali e differenti generi cinematografici (commedia, storico, musical, fantasy), ma soprattutto creò un gruppo di attori che ritornerà nei film successivi: Sabine Azéma (sua nuova compagna dopo il divorzio da Florence Malraux), Pierre Arditi, André Dussollier e Fanny Ardant. L'amour à mort (1984) e Mélo (1986) segnano un'incursione nel melodramma, un genere che ben si presta agli esperimenti del regista sulla struttura formale del film: il primo è un'oscura riflessione sul nesso vita-morte che riscosse scarso successo di pubblico, mentre Mélo (provocatoriamente tratto da un testo di Henry Bernstein, autore dimenticato) coniuga il tema della passione amorosa con una precisa ricostruzione degli anni successivi alla prima guerra mondiale. Il decennio si chiuse con Voglio tornare a casa!, un omaggio al fumettista Jules Feiffer che ironizza sui rapporti tra Francia e Stati Uniti.
L'incontro con il commediografo inglese Alan Ayckbourn spinse quasi al parossismo il gusto del regista per l'affabulazione: nella coppia Smoking/No Smoking (1993) l'azione si biforca a snodi prefissati in una serie di realtà alternative, con gli attori Sabine Azéma e Pierre Arditi impegnati a ricoprire i ruoli di tutti i personaggi in scena. In un continuo gioco di rapporti con le altre arti, Resnais sviluppò l'aspetto ludico del suo cinema e la sua riflessione sui rapporti tra realtà e finzione utilizzando il musical in Parole, parole, parole... (1997), dove i dialoghi sono sostituiti da celebri canzoni francesi, l'operetta in Mai sulla bocca (2003), da un libretto di André Barde inedito in Italia, e nuovamente il teatro di Alan Ayckbourn in Cuori (2006), sconsolata commedia sulla solitudine premiata alla 63ª Mostra internazionale d'arte cinematografica di Venezia con un Leone d'argento alla regia.

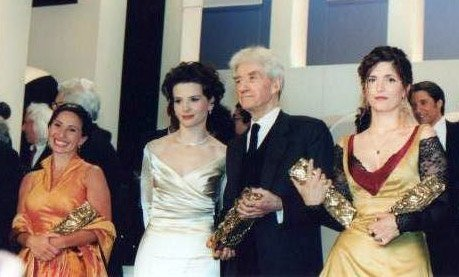
Alain Resnais con Ariane Ascaride, Juliette Binoche e Agnès Jaoui ai Premi César 1998

Gli amori folli, adattamento del romanzo L'incident di Christian Gailly, fu presentato durante il Festival di Cannes 2009, dove Resnais ricevette un premio speciale alla carriera.
Morì in ospedale il 1º marzo 2014 a Neuilly-sur-Seine all'età di 91 anni.

## Caratteristiche principali della sua opera
L'opera di Alain Resnais rimette in causa i codici della narrazione cinematografica tradizionale: il regista abolisce il racconto a intrigo per esplorare le combinazioni narrative, le analogie, le realtà aleatorie e non lineari. Le costruzioni narrative fanno così incrociare diversi personaggi, percorsi temporali o piani di realtà nello stesso luogo (come succede per esempio in L'anno scorso a Marienbad e La vita è un romanzo) o in universi volutamente artificiali e teatrali (Smoking/No Smoking, Pas sur la bouche, Parole, parole, parole...). La costruzione artificiale e anti-naturalistica del racconto permette al regista di indagare nei dettagli la condizione umana dei suoi personaggi, studiati come animali in gabbia (Mio zio d'America è l'esempio paradigmatico). A questa ricerca si aggiunge il minuzioso lavoro di montaggio (sempre curato o supervisionato dal regista, ex montatore) che giustappone spazi e tempi per sondare la memoria e l'immaginazione collettive o individuali; un processo che permette a Resnais di illustrare il caos di esistenze fatte di immagini contraddittorie, frammenti di ricordi, avvenimenti vissuti o immaginati, uniti in modo più simile alla realtà sensibile che all'ordine e alla regolarità della narrazione classica. Questa costruzione unisce il "tempo sensibile" caro a Proust con una composizione filmica vicina alla musica sinfonica (evidente in film come Hiroshima mon amour, Je t'aime, je t'aime e Providence).

## Premi e riconoscimenti
Tra i numerosi riconoscimenti attribuitigli figurano un BAFTA, un Leone d'Argento ed un Leone d'Oro, due Orsi d'Argento, tre premi César, un David di Donatello, un Fotogramas de Plata, un Premio Louis-Delluc e due Premi Jean Vigo.

## Filmografia

### Lungometraggi
- Hiroshima mon amour (1959)
- L'anno scorso a Marienbad (L'année dernière à Marienbad) (1961)
- Muriel, il tempo di un ritorno (Muriel) (1963)
- La guerra è finita (La Guerre est finie) (1966)
- Je t'aime, je t'aime - Anatomia di un suicidio (Je t'aime, je t'aime) (1968)
- Stavisky il grande truffatore (Stavisky) (1974)
- Providence (1977)
- Mio zio d'America (Mon oncle d'Amérique) (1980)
- La vita è un romanzo (La vie est un roman) (1983)
- L'amour à mort (1984)
- Mélo (1986)
- Voglio tornare a casa! (I Want to Go Home) (1989)
- Smoking/No Smoking (1993)
- Parole, parole, parole... (On connaît la chanson) (1997)
- Mai sulla bocca (Pas sur la bouche) (2003)
- Cuori (Cœurs) (2006)
- Gli amori folli (Les herbes folles) (2009)
- Vous n'avez encore rien vu (2012)
- Aimer, boire et chanter (2014)

### Cortometraggi e documentari
- L'Aventure de Guy (1936)
- Schéma d'une identification (1946) - documentario
- Ouvert pour cause d'inventaire (1946)
- Visite à Oscar Dominguez (1947) - documentario
- Visite à Lucien Coutaud (1947) - documentario
- Visite à Hans Hartung (1947) - documentario
- Visite à Félix Labisse (1947) - documentario
- Visite à César Doméla (1947) - documentario
- Portrait d'Henri Goetz (1947) - documentario
- Le Lait Nestlé (1947)
- Journée naturelle (1947)
- La Bague (1947)
- L'Alcool tue (1947)
- Van Gogh (1948)
- Malfray (1948) - documentario
- Les Jardins de Paris (1948)
- Châteaux de France (1948) - documentario
- Guernica (1950)
- Gauguin (1950)
- Pictura (1952) - documentario
- Les statues meurent aussi (1953) - documentario
- Notte e nebbia (Nuit et brouillard) (1955) - documentario
- Toute la mémoire du monde (1956) - documentario
- Le Mystère de l'atelier quinze (1957)
- Le Chant du Styrène (1958) - documentario
- Lontano dal Vietnam (Loin du Vietnam) (1967) - film collettivo
- Cinétracts (1968) - film collettivo
- L'an 01 (1973) - film collettivo
- Contre l'oubli (1991) - film collettivo
- Gershwin (1992)